# Simulium alirioi
Simulium alirioi es una especie de insecto del género Simulium, familia Simuliidae, orden Diptera.
Fue descrita científicamente por Raimrez-Perez & Vulcano en 1973.